# عرب البواطي
عرب البواطي، قرية فلسطينية مهجرة، تُنسب إلى إحدى عشائر عرب الغزاوية التي أنشأت هذه القرية وسكنتها. أطلق عليها أيضًا اسم خربة الحكيمية، وأم الشراشيح. هي تقع إلى الشمال الشرقي من مدينة بيسان. تمتد بيوتها على الجانب الشرقي لكلّ من طريق وخط سكة حديد بيسان– وجسر المجامع. كما تربطها طرق ممهدة بقرى قيطة، زبعة، العشة، الحميدية والشيخ صالح.
أقيمت قرية البواطي فوق رقعة منبسطة من أراضي غور بيسان، تنخفض نحو 240م عن مستوى سطح البحر، وتطل بيوتها على حافة أرض الكنار التي تفصل بين الغور والزور. بنيت بيوتها من اللبن، البوص والقصب متباعدة بعضها عن بعض، وتوجد بينها بيوت الشعر أحيانًا. تمتد مباني القرية بين حافة الزور شرقًا وخط سكة حديد بيسان– جسر المجامع غربًا، وتمتد أيضًا من وادي الخائن شمالًا ووادي جالود جنوبًا. أقرب قرية اليها قيطة التي تتجمّع بيوتها على جانب طريق بيسان– جسر المجامع. بالإضافة لذلك، توجد عدة ينابيع للمياه إلى الجنوب من عرب البواطي، كانت مياهها تستغل للشرب ولري المزارع والبساتين. أمّا بالنسبة للمرافق والخدمات العامة فخلت القرية منها تمامًا، لذا اعتمد سكانها على مدينة بيسان المجاورة كمركز تسويقي، إداري وتعليمي لهم. تحتوي البواطي على خربة من جدران متهدمة وأساسات بناء وحجارة.
تبلغ مساحة أراضي قرية عرب البواطي 10,641 دونمًا، منها 1,305 دونمًا امتلكها اليهود، و374 دونمًا للطرق والأودية. استثمرت هذه الأراضي في زراعة الحبوب، الخضار وبعض الأشجار المثمرة. كما اعتمدت على مياه الينابيع والأمطار في انتاجها. واستثمرت بعض المساحات الصغيرة من هذه الأراضي في الرعي وإقامة برك مائية لتربية الأسماك.
كان عدد سكان عرب البواطي 348 نسمة في عام 1922، ازداد عددهم في عام 1931 فوصل إلى 461 نسمة، كانوا يقيمون في 86 بيتًا. وقدر عددهم في عام 1945 بنحو 520 نسمة.
في عام 1948 تمكن اليهود من طرد هؤلاء السكان العرب من ديارهم، هدم بيوتهم، واستثمار أراضيهم في الزراعة الكثيفة المختلفة وتربية الأسماك.

## القرية اليوم
دمّرت منازل القرية كلها، حيث يمكن رؤية بقايا الحيطان الحجرية، ولأُسس المربعة والمستديرة، بين الأعشاب البرية. الموقع مسيّج، كما أن الأراضي المجاورة مزروعة بشتّى أنواع المحاصيل. وما زالت أحواض الأسماك، التي كان سكان القرية يستخدمونها، قائمة. وثمة حقول مروية تمتد إلى الغرب منها.

## المستعمرات الإسرائيلية على أراضي القرية
لا مستعمرات إسرائيلية على أراضي القرية. أمّا أقرب مستعمرة إليها، فهي مستعمرة «حمادياه»، التي أُسست في سنة 1942 إلى الغرب منها، على أراضٍ تابعة لقرية الحميدية ومدينة بيسان. كان اسم المستعمرة في البدء «حرمونيم»، غير أن اسمها تغير في سنة 1952 ليماثل الاسم العربي الأصلي.